# Deyda Hydara
Deyda Hydara (* 9. Juni 1946 in Barra; † 16. Dezember 2004 in Kanifing) war ein gambischer Journalist, Mitbegründer und Herausgeber der gambischen Tageszeitung The Point.

## Leben
Am Abend des 16. Dezember 2004 wurde der regierungskritische Journalist, AFP- und RoG-Korrespondent Deyda Hydara mit drei Kopfschüssen ermordet. Hydara war zuvor mit zwei seiner Mitarbeiterinnen auf einer Feier zum 13-jährigen Bestehen von The Point gewesen.
Tage zuvor hatte er das neue Mediengesetz angeprangert, nach dem Journalisten für das Schreiben eines „verleumderischen Artikels“ (zum Beispiel: üble Nachrede, Veröffentlichung aufrührerischer Artikel) zu einer Haftstrafe von mindestens sechs Monaten verurteilt werden können. Daraufhin erhielt er Morddrohungen.
Vier Tage nach Deyda Hydaras Ermordung protestierten Hunderte von Journalisten in Gambia und anderen westafrikanischen Staaten gegen die Ermordung und die Einschränkung der Pressefreiheit.
Im Juli 2019 gab Lt. Malick Jatta, Mitglied der Gambia Armed Forces, vor der Truth, Reconciliation and Reparations Commission (TRRC) an, dass er gemeinsam mit Sana Manjang , Alieu Jeng und Tumbul Tamba den Journalisten erschossen habe. Dies sei auf Anweisung des Präsidenten Yahya Jammeh geschehen. Mit dieser Aussage wurden frühere Vermutungen bestätigt.
Anfang 2022 erhob die deutsche Bundesanwaltschaft Anklage gegen den 48-jährigen Gambier Bai Lowe, der Ende 2003 an einem Mordversuch an einem gambischen Anwalt, an der Ermordung Hydaras sowie einem weiteren Mord beteiligt gewesen sein soll. Im November 2023 wurde er wegen seiner Beteiligung an diesem und weiteren Morden zu lebenslanger Haft verurteilt.